# Родирование

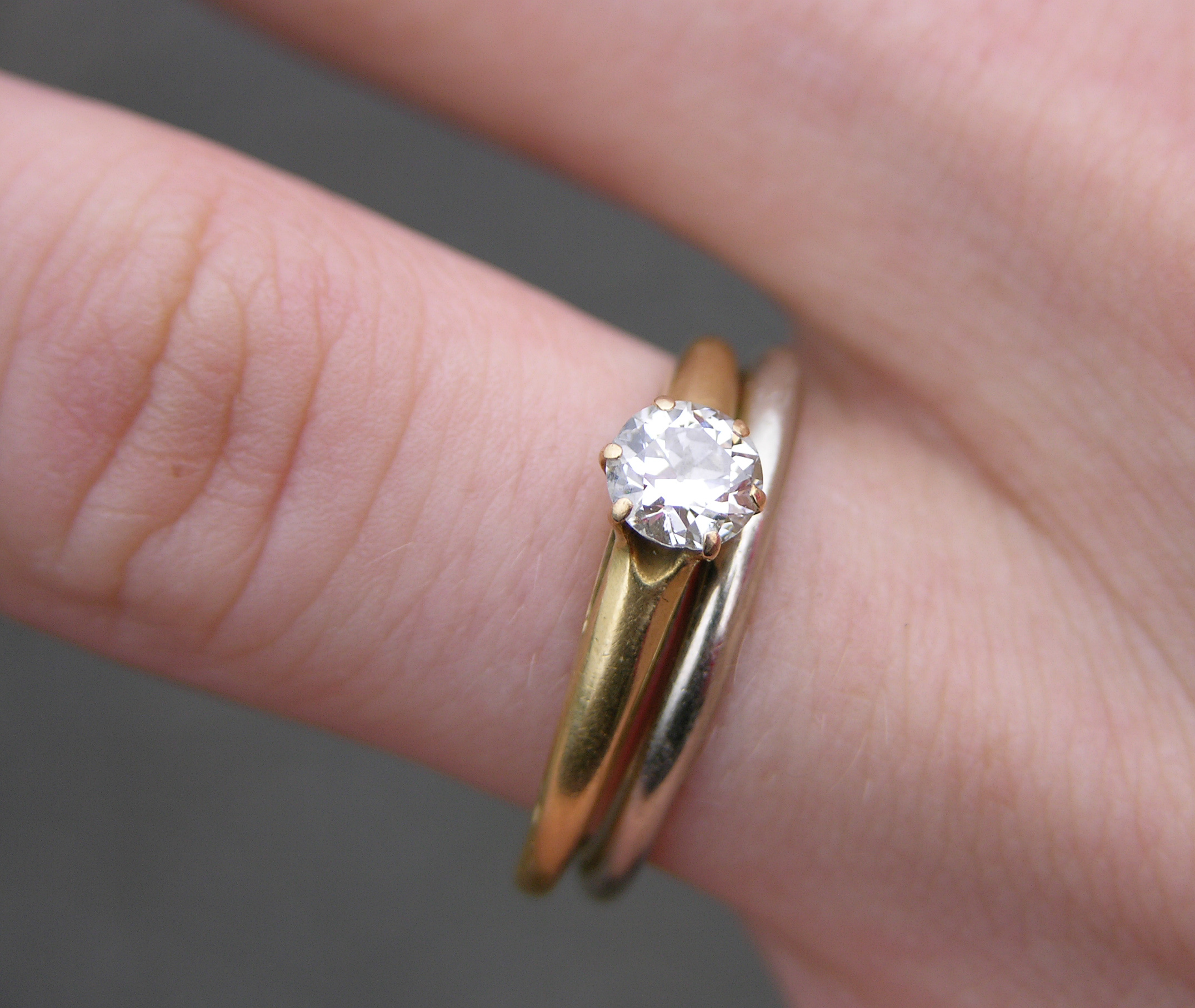
Родированное обручальное кольцо из белого золота и золотое кольцо с бриллиантом

Родирование — нанесение тонкого слоя родия (толщиной 0,1—25 мкм) на поверхность любых металлических изделий для повышения их отражательной способности, коррозионной стойкости, жаростойкости, обеспечения постоянства контактной электропроводности, а также для придания защитно-декоративных свойств.
Используются гальванические электролиты родирования (сернокислые, фосфорнокислые, аминохлоридные, сульфатные и фосфатные) для получения износостойких и коррозионноустойчивых покрытий.
Холодный белый блеск родия хорошо сочетается с бриллиантами, фианитами и другими вставками. Также родий добавляют в качестве легирующей, укрепляющей добавки в платину и палладий. Нанесение на ювелирное изделие родиевого покрытия уменьшает износ и увеличивает твёрдость изделия, защищая от царапин, и придаёт яркий блеск.